# ATX Open 2025
L'ATX Open 2025 è stato un torneo femminile di tennis giocato sul cemento. È stata la 3ª edizione del torneo, facente parte della categoria WTA 250 nell'ambito del WTA Tour 2025. Si è giocato al Westwood Country Club di Austin negli Stati Uniti d'America dal 24 febbraio al 2 marzo 2025.

## Partecipanti al singolare

### Teste di serie
| Nazionalità | Giocatrice        | Ranking* | Testa di serie |
| ----------- | ----------------- | -------- | -------------- |
| Stati Uniti | Jessica Pegula    | 5        | 1              |
|             | Diana Šnajder     | 13       | 2              |
| Stati Uniti | Peyton Stearns    | 46       | 3              |
| Cina        | Yuan Yue          | 49       | 4              |
| Stati Uniti | McCartney Kessler | 53       | 5              |
| Giappone    | Moyuka Uchijima   | 62       | 6              |
| Stati Uniti | Katie Volynets    | 63       | 7              |
| Paesi Bassi | Suzan Lamens      | 67       | 8              |

* Ranking al 17 febbraio 2025.

### Altre partecipanti
Le seguenti giocatrici hanno ricevuto una wild card per il tabellone principale:
- Petra Kvitová
- Malaika Rapolu
- Diana Šnajder
- Ajla Tomljanović

Le seguenti giocatrici sono entrate in tabellone con il ranking protetto:
- Jodie Burrage
- Caty McNally

Le seguenti giocatrici sono passate dalle qualificazioni:

- Cristina Bucșa
- Kaja Juvan
- Tat'jana Prozorova
- Ena Shibahara
- Wei Sijia
- Anastasija Zacharova

La seguente giocatrice è entrata in tabellone come lucky loser:
- Viktorija Golubic

### Ritiri
Prima del torneo
- Lucia Bronzetti → sostituita da  Arantxa Rus
- Ann Li → sostituita da  Greet Minnen
- Caty McNally → sostituita da  Viktorija Golubic
- Taylor Townsend → sostituita da  Jodie Burrage
- Wang Yafan → sostituita da  Nuria Párrizas Díaz
- Zhu Lin → sostituita da  Kimberly Birrell

## Partecipanti al doppio

### Teste di serie
| Nazione     | Giocatrice         | Nazione     | Giocatrice        | Ranking* | Testa di serie |
| ----------- | ------------------ | ----------- | ----------------- | -------- | -------------- |
| Spagna      | Cristina Bucșa     | Giappone    | Miyu Katō         | 58       | 1              |
| Stati Uniti | Caroline Dolehide  | Australia   | Storm Hunter      | 74       | 2              |
| Georgia     | Oksana Kalašnikova |             | Kamilla Rachimova | 137      | 3              |
| Regno Unito | Maia Lumsden       | Regno Unito | Heather Watson    | 168      | 4              |

* Ranking al 17 febbraio 2025.

### Altre partecipanti
La seguente coppia di giocatrici ha ricevuto una wild card per il tabellone principale:
- Elizabeth Mandlik /  Caty McNally

## Campionesse

### Singolare
Jessica Pegula ha sconfitto in finale  McCartney Kessler con il punteggio di 7-5, 6-2.

### Doppio
Anna Blinkova /  Yuan Yue hanno sconfitto in finale  McCartney Kessler /  Zhang Shuai con il punteggio di 3-6, 6-1, [10-4].